# Ingjald
Ingjald (Ingjaldr hinn illráði en vieux norrois) est un roi suédois membre de la dynastie des Ynglingar. Il est le fils d'Anund et le père de Olof Trätälja.
Le récit le plus détaillé de sa vie apparaît dans la Saga des Ynglingar de Snorri Sturluson. 
D'après Snorri, Ingjald épouse Gauthild, la fille d'Algaut, le roi des Gauts. Après la mort de son père, il devient roi à Gamla Uppsala est organise un grand banquet dans une nouvelle salle spécialement construite à cet effet. Il y invite sept rois voisins, dont Algaut, et leur fait la promesse solennelle qu'il agrandira son propre royaume à leurs dépens. Profitant de l'ivresse des convives, lui et ses hommes quittent le bâtiment avant d'y mettre le feu. Tous ceux qui tentent de fuir le brasier sont tués, ce qui permet à Ingjald de conquérir les domaines de ses malheureux invités. 
Par la suite, Ingjald cause traîtreusement la mort de cinq rois supplémentaires, ce qui lui vaut son surnom : hinn illráði (illråde en suédois moderne : « mal-conseillé » ou « mauvais souverain »). 
Sa fille Ása hérite de son tempérament. Elle incite son époux, le roi de Scanie Guðröðr, à tuer son frère Halfdan le Vaillant de Scanie avant de se suicider. 
Le fils de Halfdan, Ivar Vidfamne (dont la propre fille Auðr in djúpúðga est présentée, par son fils Randver et son petit-fils Sigurd Hring, comme l'ancêtre des anciens rois de Suède de la Maison de Munsö), envahit le royaume d'Ingjald pour venger son père.  
Comprenant qu'il serait vain de vouloir lui résister, Ingjald et Ása se donnent la mort en incendiant la salle des banquets de Ræning (l'Ynglingatal décrit sa mort dans un brasier allumé de sa propre main. L'Historia Norwegiæ précise qu'il s'est immolé par le feu dans une salle de banquet avec toute sa suite, et explique ce geste par l'effroi que lui inspirait Ivar Vidfamne). 
Le fils d'Ingjald, Olof Trätälja, se réfugie en Närke, puis dans le Värmland.

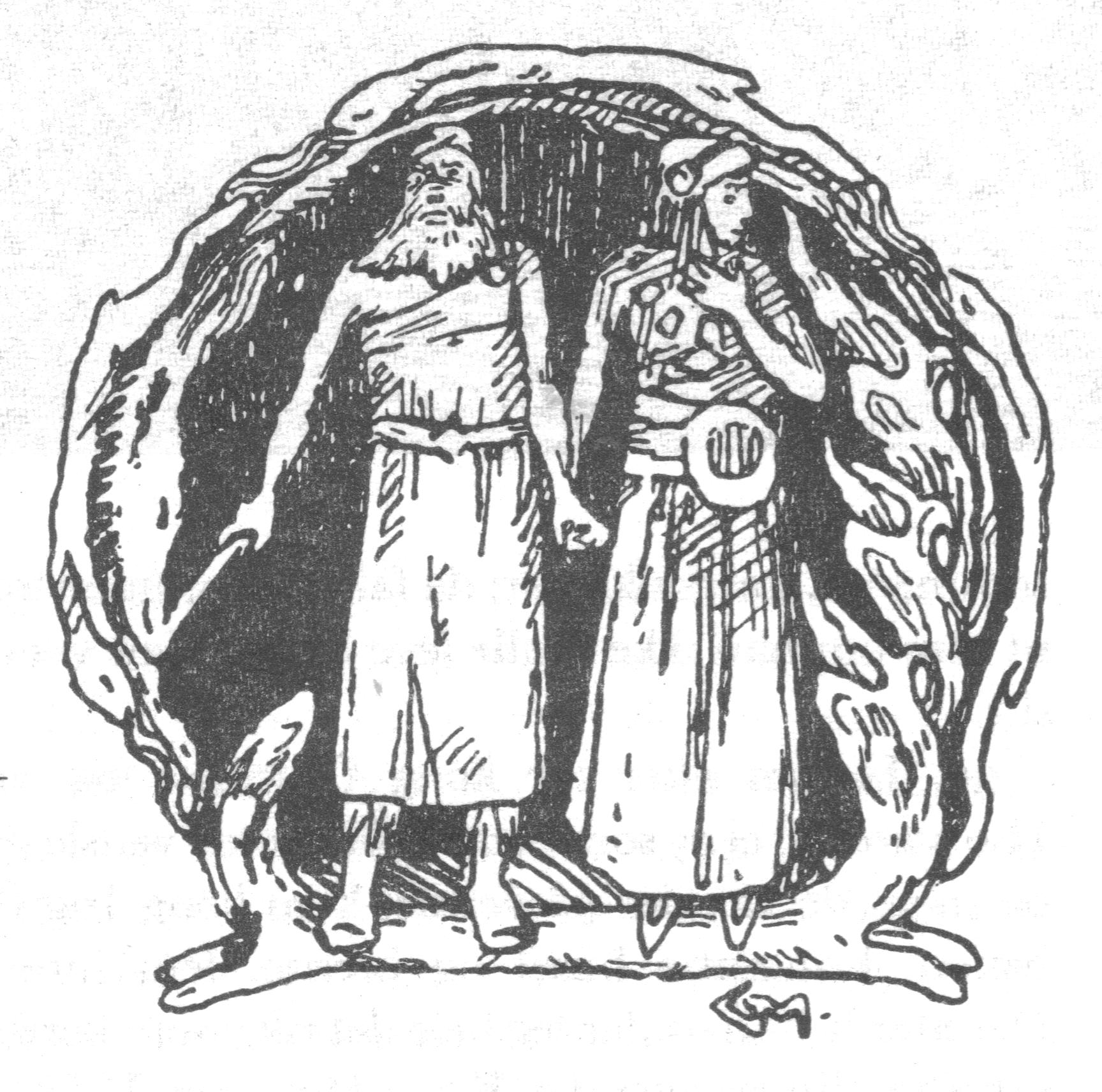
Ingjald allume le brasier aux côtés de sa fille Ása, par Gerhard Munthe (1899).

## L'archéologie
Le long des parties avales de la rivière Byälven dans le Värmland, il y a trois grands tumulus, que la légende attribue au fils d'Ingjald, Olof Trätälja. 
En outre, il y a de nombreuses collines fortifiées près de cette rivière et de la rive nord du Lac Vänern témoignant d'une période violente. Les fouilles archéologiques d'une de ces collines fortifiées, Villkorsberget, montrent qu'elle a été brûlée dans une période correspondant à Ingjald et Olof Trätälja (510-680).